# Жан Мин
Жан Мин (на китайски: 冉閔; на пинин: Rǎn Mǐn) е китайски военачалник и единствен император на просъществувалата за кратко държава Жан Уей.

## Биография
Бащата на Жан Мин, Жан Джан, е осиновен като дете от военачалника Шъ Ху, бъдещ император на Хоу Джао, и приема неговото фамилно име Шъ, поради което в началото на живота си Жан Мин носи името Шъ Мин. Жан Мин е офицер в армията на Хоу Джао и се проявява за пръв път по време на войната срещу Ранна Йен през 338 година. През следващите години той се утвърждава като един от водещите военачалници на Хоу Джао.
След смъртта на Шъ Ху през 349 година Жан Мин се намесва активно в междуособиците между наследниците му и в края на годината отстранява императора Шъ Дзун, убивайки го, заедно с членове на семейството му. През следващите години той организира геноцид срещу народа дзие, от който произлиза рода Шъ, както и срещу останалите хунну. Десетки хиляди са избити, често въз основа главно на расови разлики спрямо мнозинството етнически китайци. Той възстановява фамилното си име Жан и се обявява за император на нова държава – Уей.
През лятото на 352 година Жан Мин е пленен от настъпващите войски на Ранна Йен и на 1 юни е екзекутиран.